# Mary M. Gates
Mary Maxwell Gates (Seattle, 5 de julho de 1929 — Seattle, 10 de junho de 1994) foi uma empresária norte-americana e mãe de Bill Gates, fundador da Corporação Multi-Nacional Microsoft. Importante membro da Família Gates, Mary foi durante 18 anos (1975–1993) membro “Board of Regents” da Universidade de Washington. Foi a primeira presidente da “United Way of America|” (entidade filantrópica do Condado de King (Washington)), a primeira mulher a presidir o comitê executivo da United Way nacional, no qual serviu junto com John Fellows Akeres do CEO da IBM. Foi ainda a primeira mulher no “Board of Directors” do First Interstate Bank of Washington. Seu filho Bill Gates é co-fundador da Microsoft

## Biografia
Mary Gates nasceu em Seattle como Mary Maxwell, filha de James Willard Maxwell (Nebraska, por volta de 1901), um banqueiro, e de sua esposa (casamento por volta de 1927) Adele Thompson (nascimento provável em Enumclaw, Condado de King (Washington), Estados Unidos por volta de 1903). Ela foi graduada em educação pela Universidade de Washington em 1950. Ela aí conheceu William H. Gates, Sr., estudante de Direito, com quem veio a casar. Nos anos 50 ela ensinou na Universidade. Depois que seu marido fundou o escritório de Direito que passou a ser a Preston Gates & Ellis em Seattle, Mary se voltou para diversas atividades cívicas e teve várias atividades voluntárias em Seattle em King County, tendo inclusive trabalhado no conselho DAE organizações como Children's Hospital Foundation, Seattle Symphony]], Greater Seattle Chamber of Commerce, United Way of King County e muitas outras entidades não lucrativas. Também presidiu a “Junior League” de Seattle de 1966 a 1967.
Em 1975, o Governador Daniel J. Evans indicou Mary Gates como “alma mater” do seu Conselho de Assessores, Diretores, onde liderou o movimento do conselho para se que as holdings da Universidade de Washington na África do Sul por causa do apartheid. Além disso, Mary foi membro do “Board of Directors” da Fundação da UW, do “Board” do Medical Center e também do “Advisory Board” da “Business Administration's “ da mesma universidade.  
Fora da área de Seattle, Mary Gates foi indicada para o “Board of Directors” da “National United Way” em 1980. No campo de atividades não lucrativas, Mary trabalhou por muitos anos nos Conselhos de diversas grandes corporações, incluindo First Interstate Bank of Washington; Unigard Security Insurance Group; Pacific Northwest Bell Telephone Company (mais tarde US WEST Communications; e a KIRO Incorporated. 
Mary e Bill Gates, Sr. tiveram três filhos. Ela morreu de câncer de mama em 1994, aos 64 anos. Desde então, sua família estabeleceu duas novas Fundações com o seu nome na UW. O UW's Mary Gates Hall, abriga of “UW's Office of Undergraduate Education” bem como a “UW Information School” que recebeu seu nome.